# Collins (Georgia)
Collins – miasto w Stanach Zjednoczonych, w stanie Georgia, w hrabstwie Tattnall.